# Мухамед-Али Раджаи
Мухамед-Али Раджаи (перс. محمدعلی رجایی; Казвин, 15. јун 1933 — Техеран, 30. август 1981) био је ирански политичар, први премијер и други председник Исламске Републике Иран.

## Биографија
Рођен је у Казвину на северу Ирана и студирао је за учитеља на Универзитету Тарбихат Моалем у Техерану. Након Иранске револуције, Раджаи је од 12. августа 1980. године вршио функцију првог премијера, а након што је Абулхасан Банисадр разрешен председничке функције због потпоре побуњеним марксистичким фракцијама кандидовао се за председника и победио са 91% гласова. Након свега 28 дана председничког мандата, Раджаи и нови премијер Мухамед-Џавад Бахонар погинули су у терористичком нападу 30. августа 1981. године. Нападач који је поставио актовку с експлозивом идентификован је као Масуд Кашмири, оперативац марксистичке групе МЕК. Следећи председник Ирана био је Али Хамнеј.

## Атентат
Атентат на Мухамед-Али Раджаи, другог председника Исламске Републике Иран, био је један од најзначајнијих догађаја у историји Ирана након Исламске револуције 1979. године. Мухамед-Али Раджаи је био истакнути ирански политичар и близак сарадник Ајатолаха Рухолаха Хомеинија. 
Атентат се догодио 30. августа 1981. године, у време када је Иран био у политичком и социјалном превирању, а рат са Ираком био је у пуном јеку. Раджаи је био на састанку у седишту Врховног савета за националну безбедност у Техерану, заједно са премијером Мухамедом Џавадом Бахонаром и другим високим званичницима.
Бомба је постављена у актовци, која је била смештена у просторији где су званичници одржавали састанак. У експлозији која је уследила, Мухамед-Али Раджаи и премијер Бахонар су трагично изгубили животе, заједно са још неколико званичника. Одговорност за атентат приписана је организацији Муджахедин-е Халк, опозиционој групи која је имала значајне разлике са новим исламским режимом.
Смрт Мухамед-Али Раджаија изазвала је дубок шок у иранском друштву и представљала велики губитак за нову владу. Раджаи је био познат по својој посвећености револуционарним принципима и као симбол отпора против западног утицаја у Ирану. Његова посвећеност изградњи новог Ирана била је импозантна и оставила је дубок утисак на његове сараднике и народ.
Након атентата, иранска влада је предузела оштре мере против опозиционих група и наставила своју политику консолидовања моћи у рукама исламског режима. Смрт Мухамед-Али Раджаија оставила је вакуум у иранској политици, али и показала колико су у том тренутку биле снажне и опасне унутрашње и спољашње претње са којима се нова иранска држава суочавала.
Импресивно је колико је Раджаи, упркос кратком времену на челу државе, оставио трајан утисак на иранску политику и како је његова смрт постала симбол борбе за револуционарне идеале. Његова жртва се и данас памти у Ирану, а његово име остаје упамћено као једно од кључних у историји новог Ирана.